# Madonna del Frassino

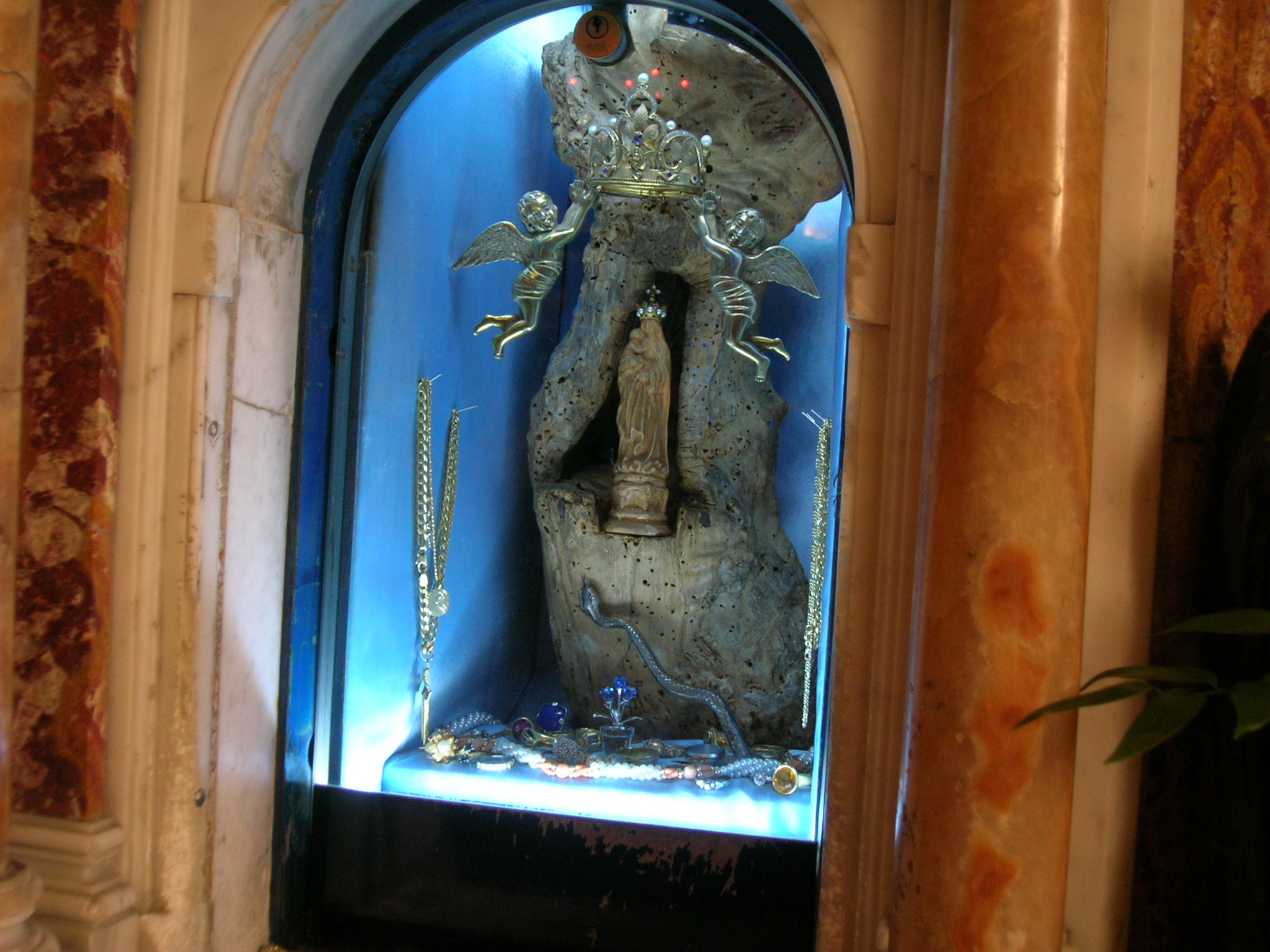
La statua della Madonna del Frassino

La Madonna del Frassino è l'appellativo con cui, nell'omonimo santuario di Peschiera del Garda, si venera una statuetta di circa 14 cm, raffigurante Maria che regge tra le braccia il bambino Gesù e comparsa miracolosamente, secondo la tradizione, l'11 maggio 1510 tra i rami di un albero di frassino.

## Storia
Si narra che un pastore del luogo, Bartolomeo Broglia, mentre lavorava i campi, fu aggredito da un serpente: spaventato, invocò l'aiuto divino e, alzando gli occhi al cielo, scorse tra i rami di un frassino, in una nube di luce, una statua della Madonna recante in braccio suo figlio. Il pastore, salvo dal serpente, prese con sé la statua e, tornato a casa, la mostrò ai suoi familiari, per poi rinchiuderla in un cassettone, in modo tale da tenerla al sicuro: in poco tempo si sparse per la contrada la notizia dell'evento miracoloso e tutti volevano vedere la statuetta. Quando il contadino aprì il cassetto per mostrarla ai curiosi, questa era scomparsa e fu ritrovata sullo stesso albero di frassino dove era apparsa. Le istituzioni ecclesiastiche, informate dei fatti e constatato l'evento miracoloso, decisero la costruzione di un tempio dedicato alla Madonna.
Gli aspetti di questa apparizione vengono descritti dal vescovo Eugenio Ravignani, durante un'omelia dell'11 maggio 1990, il quale dice:
(Eugenio Ravignani)